# Coito lateral

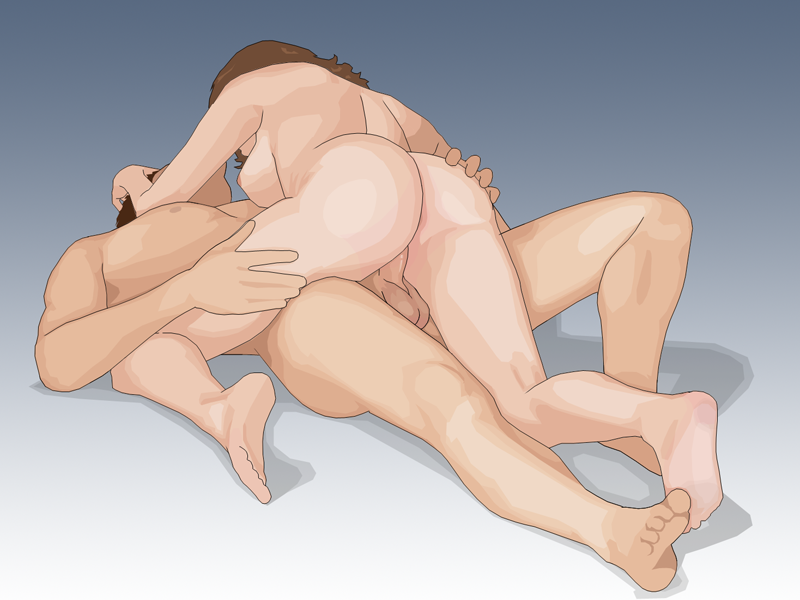
Ilustración de una pareja que ejemplifica la posición del coito lateral.

Dibujo de la posición del coito lateral.

La posición del coito lateral es una posición sexual descrita por Masters y Johnson en su obra Human Sexual Response (Respuesta sexual de los humanos).

## Técnica
1. El hombre se acuesta boca arriba y la mujer se sienta a horcajadas sobre él en la postura típica de la vaquera. El hombre penetra a la mujer.
2. A partir de esta postura, el hombre levanta ligeramente la pierna derecha de la mujer con su mano izquierda.
3. El hombre empieza a doblar la rodilla izquierda sin levantarla de la cama. En cambio, desliza su rodila izquierda hacia afuera a medida que se dobla, abriendo el interior de su muslo izquierdo hacia el techo. Desliza la pierna izquierda hacia arriba y hacia afuera hasta que haya pasado por debajo de la rodilla derecha de la mujer que estaba levantada.
4. Mientras tanto, la mujer se inclina hacia su propia izquierda, y posa su peso sobre su rodilla izquierda. Esto le permite estirar hacia atrás la pierna derecha que tenía levantada, posándola en el interior de la pierna izquierda doblada del hombre. En este punto hay que tener cuidado de que el pene no se salga de la vagina.
5. Una vez que las piernas están intercambiadas, la mujer se inclina hacia el pecho del hombre. Él sujeta el cuerpo de la mujer firememente con ambos brazos contra su cuerpo.
6. Juntos, ruedan ligeramente a la derecha de ella (la izquierda de él), donde la parte superior del cuerpo de la mujer va a mantenerse. Ella se puede apoyar sobre su codo derecho o apoyarse completamente sobre una almohada. El hombre rueda para regresar a su posición original con la espalda plana contra la cama mientras mantienen las pélvises apretadas una contra el otro. A este punto, el hombre yace de espaldas en la cama y el plano del torso de la mujer es casi perpendicular al del hombre. Los hombros de ella están casi verticales, con el hombro izquierdo más arriba que el derecho. Tiene el torso está girado de forma que su pelvis reposa horizontalmente sobre la pelvis del hombre. Todo el peso de la mujer está sobre su lado derecho y su codo derecho.
7. Reanudan el coito.